# 장가순
장가순(張可順: 1493년~1549년 2월 5일(음력 1월 8일))은 조선 중기의 성리학자로, 자는 자순(子順), 호는 사재(思齋), 본관은 결성이다.
저술로는 《인사심서목》(人事尋緖目)이 전한다.
서경덕과 친교를 나누고 조정에서 그에게 관직을 제수했으나 이것을 마다하고 삶의 대부분을 황해도 봉산군에서 보냈다.
1689년(숙종 15년)에 호조정랑에 추증되었으며 아울러 《인사심서목》도 등사되었다.